# Textes des pyramides
Les Textes des pyramides sont les plus anciens écrits religieux connus à ce jour. C'est la somme des conceptions funéraires des Égyptiens de l'Ancien Empire, c'est-à-dire d'il y a 4 500 ans (même plus, si l'on considère que ces conceptions ont dû naître antérieurement, avant d'être retranscrites sur la pierre).
Ces textes, d'abord uniquement inscrits dans les pyramides des rois, vont ensuite aussi figurer dans celles de leurs reines à la fin de l'Ancien Empire. Certaines formules se retrouvent au Moyen Empire dans le corpus des Textes des sarcophages. Dans les pyramides à textes, ces écrits sont gravés en colonnes sur les murs des corridors, des antichambres et des chambres funéraires. Les murs qui entourent le sarcophage ne portent généralement pas de textes. Les plafonds sont couverts d'étoiles. Il semble que la pyramide la plus tardive inscrite partiellement avec les textes des pyramides soit celle du « chef des scelleurs » Rêhérychefnakht, dans la nécropole entourant la pyramide de Pépi Ier.
En 1881, Gaston Maspero découvre ces textes dans la pyramide d'Ounas.

## Égyptologie

### Fouilles archéologiques
Auguste Mariette avait toujours pensé que, à l'instar des pyramides de Gizeh, les pyramides étaient vierges de toute inscription. À l'inverse, Gaston Maspero était convaincu de leur présence et, en 1881, il découvrit des textes dans la pyramide d'Ounas qui lui donnèrent raison.
Des fouilles et des travaux égyptologiques sur la pyramide de Pépi Ier par la mission archéologique française de Saqqâra ont permis de faire connaître des versions nouvelles de textes déjà connus mais aussi de nouveaux chapitres (TP 1001-1081). Il en est allé de même pour les pyramides de Téti et de Mérenrê.
Depuis 2002, le dégagement de la pyramide d'Ânkhésenpépi II a permis de mettre au jour quelque 1 100 fragments formant près de trois-cents formules dont certaines sont nouvelles.

### Philologie et traductions
Les Pyramidentexte de l'égyptologue allemand Kurt Heinrich Sethe forment la première recension des textes inscrits dans les pyramides. Mais il est nécessaire de garder à l'esprit que les Textes des pyramides sont un corpus ouvert car toutes les sources ne sont pas encore connues. Toute évaluation définitive de leurs extensions est donc encore de l'ordre de l'impossible. D'autant plus que les anciens Égyptiens n'ont pas perçu ces textes comme immuables. Des transpositions et des adaptations apparaissent ainsi dans le corpus des Textes des sarcophages et dans le Livre des Morts.
Lorsque l'égyptologue néerlandais Adriaan de Buck collecte et rassemble les Textes des sarcophages, il prend le parti de ne pas tenir compte des chapitres qui figurent déjà dans le corpus des Textes des pyramides. Cependant, cet important travail philologique devient la référence égyptologique en matière de littérature funéraire du Moyen Empire. Il se crée alors une distorsion involontaire dans la perception de l'usage des Textes des pyramides. La tradition des Textes des pyramides ne prend pas fin avec l'Ancien Empire mais se poursuit jusqu'à la fin de l'Égypte antique (occupation romaine). Les Textes des pyramides ont ainsi accompagné les défunts égyptiens durant vingt-cinq siècles.

## Bénéficiaires

### Pyramides royales

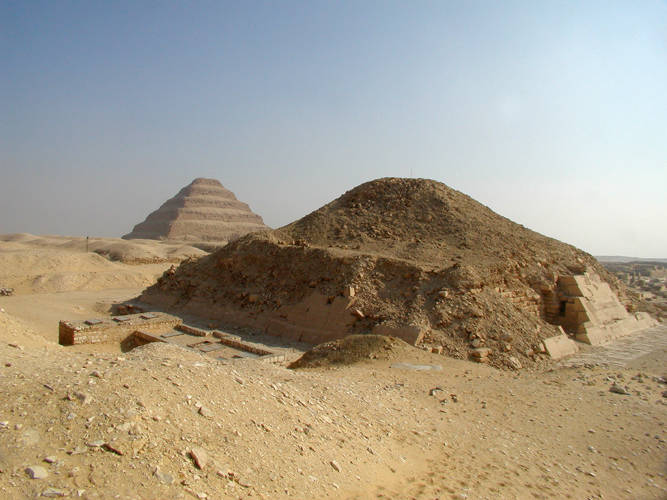
Vestiges de la pyramide d'Ounas.

Toutes les pyramides d'Égypte ne sont pas des pyramides à texte. Seule une dizaine de ces monuments présente sur les parois intérieures de leurs salles souterraines des passages des Textes des pyramides. Les complexes funéraires des rois de la IVe dynastie tels Snéfrou, Khéops, Khéphren ou Mykérinos ne comportent pas d'inscriptions et très peu de décorations. En cette matière, le dernier roi de la Ve dynastie fait preuve d'innovation. Ounas est en effet le premier souverain de l'Égypte antique à faire graver des textes hiéroglyphiques et funéraires sur les parois des chambres intérieures de sa pyramide (chambre funéraire, antichambre, passage entre ces deux chambres, couloir).
Les successeurs du roi Ounas s'inspirent de ce programme décoratif et reprennent à leur propre profit ces textes liturgiques et magiques. On dispose ainsi de textes provenant des rois de la VIe dynastie ; à savoir Téti, Pépi Ier, Mérenrê Ier et Pépi II. Des textes ont aussi été retrouvés dans la pyramide de Qakarê-Ibi, le roi le moins obscur des VIIe et VIIIe dynasties.
Le contenu des textes est fortement lié à la fonction royale. On assiste cependant vers la VIe dynastie à leur diffusion vers les pyramides des reines. Les égyptologues possèdent ainsi les textes des épouses de Pépi II, les reines Neith, Ipout II et Oudjebten. La découverte la plus récente concerne la pyramide d'Ânkhésenpépi II. Cette reine fut successivement l'épouse des rois Pépi Ier et Mérenrê Ier.

### Notables
La diffusion des Textes des pyramides ne s'est pas arrêtée aux membres de la famille royale. Durant le Moyen Empire et au début du Nouvel Empire, des notables utilisèrent grandement ces textes en les faisant apparaître sur les murs de leurs tombeaux, sur leurs sarcophages et sur leurs vases canopes. Parmi les mastabas de notables où l'on trouve des chapitres de ce corpus, on peut citer ceux de Neha, d'Imhotep, de Senousrêtânkh, de Siese, de Horhotep et d'Amenemhat. Plus tard, aux temps des XXVe et XXVIIe dynasties, on retrouve des passages de ces textes dans les tombeaux de notables comme Râdjaa, Padiamenopet, Hor, Ouahibrê-men, Neferibrê-sa-Neith, Amentefnakht, etc.
Quelques monuments
- La chambre funéraire du mastaba du gouverneur Neha à El-Qattâ date du Moyen Empire. Elle fut fouillée en 1907 par l'IFAO (Chassinat, Gauthier et Piéron). Les textes sont peints en noir sur un fond jaune clair ; certains chapitres des Textes des pyramides sont répertoriés, d'autres sont des variantes qui présentent soit des ressemblances soit des singularités propres[a 7].

- La chambre funéraire inachevée du mastaba d'Imhotep (gouverneur, chancelier du roi de Basse-Égypte, Ami Unique, ritualiste en chef, scribe divin et directeur des travaux) à Licht. Sa découverte remonte à 1914 par l'équipe d'Albert Morton Lythgoe du Metropolitan Museum of Art de New York. Elle fut réétudiée en 1988 sous la direction de Dieter Arnold. Les textes sont gravés et peints sur des dalles de calcaire[a 8].

- Trois parois de la chambre funéraire et deux parois du couloir du mastaba de Senousrêtânkh. Cette tombe datée de la XIIe dynastie est située à Licht près de la pyramide de Sésostris. Le mastaba fut découvert en 1932 par une équipe du Metropolitan Museum of Art de New York[a 9].

- La chambre funéraire du mastaba de Siese de la XIIe dynastie. Elle est située à Dahchour au sud de la nécropole d'Amenemhat II. La publication des textes, très sommaire, fut réalisée en 1903 par Georges Legrain[a 10].

- Le tombeau de l'Ami Unique Horhotep, daté de la XIe dynastie fut redécouvert par Gaston Maspero en 1883. Il est situé à Deir el-Bahari. La tombe est creusée au bout d'un boyau de trente mètres de long sur quatre-vingt centimètres de haut[a 11].

## Présentation

### Époque d'élaboration

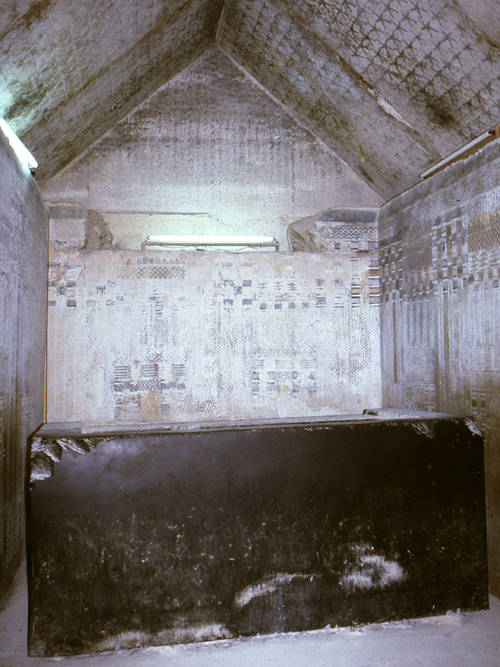
Chambre funéraire de la pyramide d'Ounas

Le premier roi à faire figurer des textes dans sa pyramide est Ounas au XXIVe siècle avant notre ère. Les formules qui y figurent n'ont sans doute pas été rédigées pour lui. Les graveurs ont dû se référer à un fond préexistant et tiré d'une bibliothèque religieuse rattachée à un temple. Cette hypothèse s'appuie sur un cartouche royal situé dans le passage qui mène de la chambre funéraire à l'antichambre. Là, au lieu de trouver comme partout ailleurs le nom d'Ounas, figure le mot « roi ». Il y a là un oubli où le mot « roi » du papyrus modèle n'a pas été remplacé. En outre, le langage utilisé à la VIe dynastie dans la tombe d'Ounas semble correspondre, selon l'égyptologue américain James Peter Allen, à celui en pratique durant ou avant la Ve dynastie.
D'autres preuves vont dans le même sens. La pyramide d'Ounas rapporte des pratiques qui, d'après les trouvailles archéologiques, n'avaient déjà plus cours du temps d'Ounas, comme la construction du tombeau en brique, l'inhumation en pleine terre ou le cannibalisme (chap. 273-274) :

« C'est ledit Ounas qui mange les hommes, qui se nourrit des dieux. [...] C'est Khonsou, couteau des Seigneurs, qui les dépècera pour Ounas et qui extirpera pour lui ce qui est dans leur ventre. [...] C'est Chesmou qui les sacrifiera pour Ounas et qui en cuit un morceau sur les fourneaux du repas du soir ! C'est ledit Ounas qui mange leur magie-hekaou et avale leur pouvoir-akh ! »

— Hymne cannibale. Traduction de Claude Carrier.

### Gravure et relecture

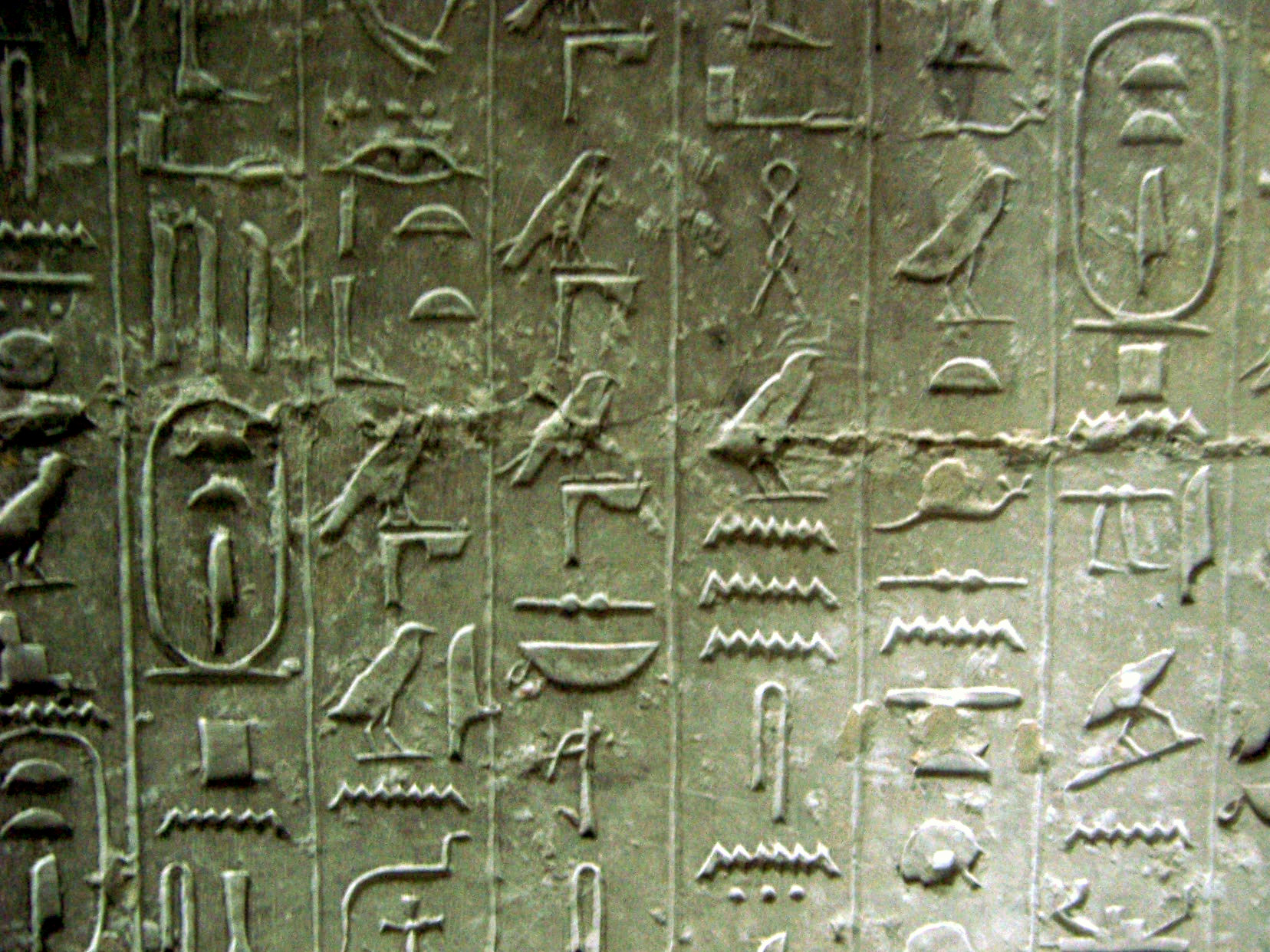
hiéroglyphes sculptés de la pyramide de Téti.

Avant d'avoir été gravés sur les parois, les hiéroglyphes disposés en colonnes verticales ont d'abord été dessinés à la peinture noire. Il semble que le texte de base ait été un original sur papyrus en écriture hiératique horizontale. Cette supposition se base sur l'existence de signes hiéroglyphiques qui sont manifestement des erreurs d'interprétation résultant du passage de l'écriture hiératique à l'écriture hiéroglyphique. Une autre preuve est le  passage du cas général au cas particulier. On a en effet remplacé le mot « nesou » (« roi ») par le nom propre du roi. Ainsi, dans la pyramide d'Ounas, on peut remarquer que le cartouche d'Ounas a été regravé par-dessus le mot « nesou » par deux fois, dans une phrase située sur la paroi nord du passage séparant la chambre funéraire de l'antichambre.
Une fois le texte hiéroglyphique gravé, un scribe a procédé à une relecture du texte. Il a signalé les erreurs aux sculpteurs en inscrivant les modifications à apporter avec de la peinture noire ou rouge. Les textes de la pyramide d'Ounas présentent ainsi 163 modifications, dont 74 dans la chambre funéraire et 79 dans l'antichambre. Ces modifications vont d'un seul signe hiéroglyphique à des passages entiers mais, par suite de manquements, deux corrections à l'encre n'ont pas été prises en compte par les sculpteurs. Ces 163 modifications sont très diverses. On a procédé à la correction, à l'inversion, à la suppression ou à l'insertion d'un signe hiéroglyphique ; à l'insertion ou à la suppression d'un mot ou d'une phrase ou à la substitution d'un mot à un autre.
Parfois, les modifications ne consistent donc qu'en de simples insertions lorsqu'un signe a été oublié. Mais, lorsqu'il a fallu changer le texte, les anciens hiéroglyphes ont été cachés par une couche de plâtre, puis le nouveau texte a été gravé par-dessus. Ces corrections réalisées, les hiéroglyphes ont été peints en bleu foncé (Ounas) ou en vert (pyramide de Pépi Ier et de Mérenrê). Cette dernière pratique semble toutefois absente chez Téti.

### Disposition des textes

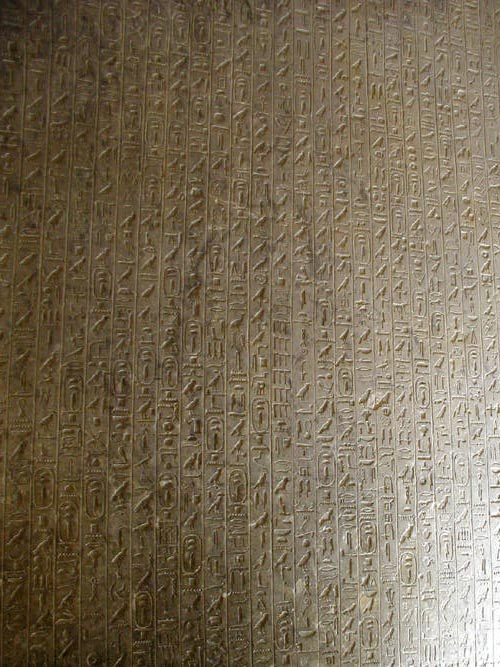
Pyramide de Téti

Les égyptologues ont tenté d'expliquer la disposition des textes ainsi que leur agencement. En partant de l'idée que leur disposition est en rapport avec leur contenu, certains chercheurs pensent qu'il existe une assimilation symbolique de chaque chambre souterraine à une région de la géographie mythique. À la fin des années 1980, James Peter Allen a proposé qu'on lise les Textes des pyramides à partir du sarcophage jusque vers l'extérieur de la tombe. Selon lui, la chambre funéraire, l'antichambre et le corridor seraient respectivement assimilées à la Douât, à l'Akhet et aux Routes du ciel,.
Deux décennies plus tard, en 2009, Harold M. Hays remet en cause cette approche textuelle. Selon lui, les chambres souterraines des pyramides ne symbolisent pas des régions mythiques. Si les textes de la chambre funéraire mentionnent bien la Douât, l'Akhet y apparaît aussi ; l'antichambre peut tout autant être la Douât que l'Akhet et toutes les pièces funéraires mentionnent l'Akhet. De plus, d'une pyramide à l'autre, les textes peuvent changer de place. Ce ne sont donc pas les textes qui ont influencé l'architecture mais, au contraire, la disposition des textes a été influencée par la configuration traditionnelle des lieux. Le roi, dans sa pyramide à textes, dispose de deux chambres souterraines (chambre funéraire et antichambre). Mais cette organisation spatiale existe bien avant Ounas (-2353) car elle s'est mise en place à partir du roi Ouserkaf (-2465).
Harold M. Hays reprend finalement une argumentation énoncée par Jan Assmann en 1999. Pour ce dernier, les Textes des pyramides doivent être étudiés en commençant par les liturgies funéraires qui y apparaissent – une liturgie funéraire étant un texte où un ritualiste anonyme s'adresse au roi. Il se fait alors jour une cohérence textuelle car le contexte rituel des liturgies est bien défini. Une formule des Textes des pyramides est par conséquent moins compréhensible prise isolément qu'en série. Une formule se comprend à partir du rituel où elle apparaît et à partir des formules qui l'environnent.
Dans les chambres funéraires des pyramides, les textes écrits sont comme une voix artificielle qui récite pour l'éternité et en permanence les paroles liturgiques. Dans les textes disposés autour du sarcophage, la voix du ritualiste parle au roi. Ailleurs, c'est le roi lui-même qui parle. Au moins quatre contextes rituels s'y font voir : l'embaumement du corps, la dépose de la momie dans la tombe et le sarcophage, la consécration de la tombe et, enfin, les sacrifices cultuels journaliers ou festifs.

### Programme décoratif du roi Ounas

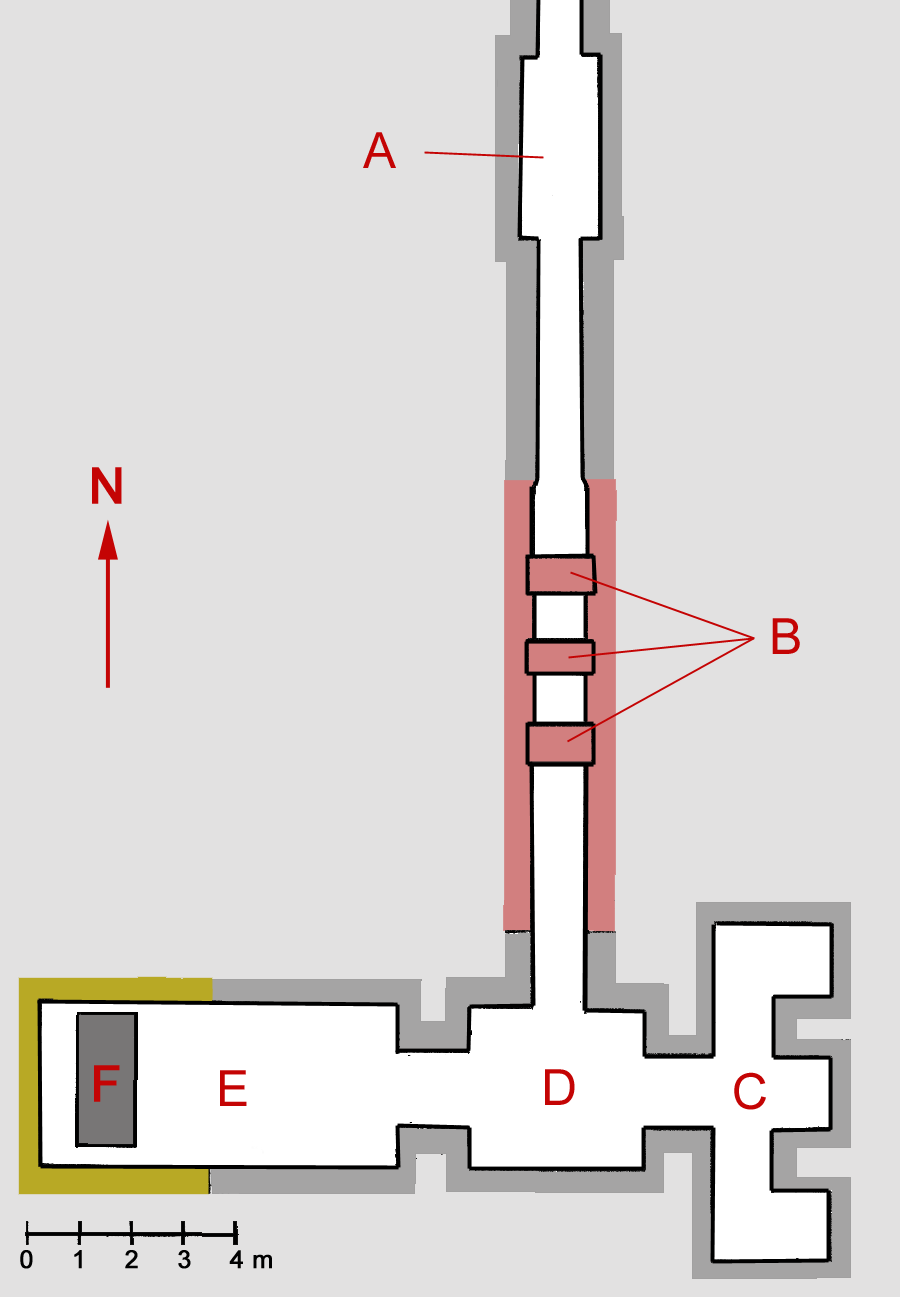
Pyramide d'Ounas
plan des souterrains :
A = Couloir ; B = Herses ; C = Chambre à niches ; D = Antichambre ; E = Chambre funéraire ; F = Sarcophage
gris = calcaire ; rouge = granit ; vert = albâtre.

Le roi Ounas (Ve dynastie) est le premier souverain égyptien à faire orner les parois des souterrains de sa pyramide par des textes en écriture hiéroglyphique. Dans le couloir depuis les herses, dans l'antichambre et dans la chambre funéraire sont ainsi gravés sur un revêtement de pierre calcaire les plus anciennes apparitions des Textes des pyramides. Les hiéroglyphes disposés en des successions de colonnes verticales sont délicatement ouvragés et rehaussés d'une couleur bleue ; 227 formules entourent la dépouille royale telle une récitation silencieuse mais permanente.
La chambre funéraire (E) et l'antichambre (D) sont couvertes par une voûte décorée par un ciel nocturne semé d'étoiles. Le sarcophage (F) en grauwacke, vierge d'inscriptions, est placé devant la paroi occidentale de la chambre funéraire. Les murs au fond de la chambre évoquent la façade d'un palais. Ils sont restés très largement sans inscriptions sauf le haut du pignon, où apparaissent des formules pour repousser les serpents. La paroi nord est recouverte par une très longue suite de formules destinées à pourvoir le roi en diverses offrandes de vin, des volailles, de lait ou de céréales (chapitres 23 à 212 sur trois registres de cinquante-cinq colonnes de textes chacun). Cette série se poursuit sur la paroi nord du passage qui mène vers l'antichambre (D). Sur la paroi sud, des formules de glorification (chap. 213 à 219 sur quarante-trois colonnes) sont présentes pour intégrer éternellement le roi dans la marche du cosmos avec le soleil et les étoiles. Cette série de formules se poursuit (chap. 219 à 224) sur la paroi orientale, où est située l'entrée de la chambre funéraire, ainsi que sur la paroi sud du passage.
Les textes gravés sur toutes les parois de l'antichambre (D) sont consacrés à l'ascension du roi et à son voyage dans le ciel (chap. 247 à 312). Après avoir été présenté aux dieux, il est placé à leur tête car il est plus puissant qu'eux. Contrairement aux deux autres chambres, la pièce avec les trois niches (C) est restée vierge d'inscriptions et son plafond est plat.
Le programme décoratif d'Ounas sera ensuite repris par ses successeurs de la VIe dynastie. Certains porteront le nombre des formules à 759.
Les pyramides de Pépi Ier et de Pépi II sont celles qui disposent des plus grandes surfaces textuelles.

## Mythologie

### Symbolisme de la pyramide
Les anciens Égyptiens ont symboliquement associé les espaces architecturaux à des régions célestes. Au Nouvel Empire, durant la période ramesside, la tombe a ainsi été rapprochée de la Douât. Cette manière de penser est déjà en vigueur durant l'Ancien Empire. Un passage des Textes des pyramides situé dans l'antichambre de Néferkarê Pépi assimile métaphoriquement le monument funéraire et ses différents éléments à la déesse Nout, la personnification du ciel :

« [Si] tu as été donné à ta mère Nout en son nom de sarcophage, c'est qu'elle t'a rassemblé en son nom de cercueil ! [Si] tu es tiré vers le haut par elle, c'est en son nom de tombe ! »

— Traduction de Claude Carrier
Dans le même monument mais dans la chambre funéraire, un autre passage évoque une assimilation du défunt et de sa pyramide à Osiris, le fils de Nout :

« Ô Horus, c'est Osiris que ledit Néferkarê, c'est Osiris que cette pyramide de Néferkarê [et] cette construction qui est sienne ! Dirige toi vers lui ! Ne t'écarte pas de lui en son nom de Pyramide. »

— Traduction de Claude Carrier
Le même texte figure déjà, pour son prédécesseur, sur une paroi de la chambre funéraire de la pyramide de Mérenrê :

« Ah Horus, c'est Osiris que ledit Mérenrê ! C'est Osiris que cette construction ! C'est Osiris que cette pyramide ! Dirige-toi vers Mérenrê ! Ne t'éloigne pas de lui en son nom de Pyramide. »

— Traduction de Claude Carrier

### Ascension céleste
Certaines formules des Textes des pyramides sont isolées ; d'autres forment des séquences. L'égyptologue Hartwig Altenmüller a défini sept groupes de textes en relation avec le rituel funéraire. La « suite A », dite du « Grand Départ », est la séquence la plus populaire ; son usage ayant perduré par-delà le Nouvel Empire jusqu'à la Basse époque. Cette séquence regroupe les formules 213-219, souvent suivies par les formules 220-222 et 245-246. Durant l'Ancien Empire, la séquence complète figure déjà sur la paroi sud de la chambre funéraire d'Ounas. Ses successeurs de la VIe dynastie, ainsi que leurs reines et le roi Qakarê Ibi de la VIIIe dynastie reprennent cette séquence, soit avec des ajouts, soit avec des modifications, selon la surface d'ornementation disponible.
La séquence du « Grand Départ » débute avec une affirmation qui nie vigoureusement la mort du roi. Le corps du souverain est éternel, car tous ses membres sont assimilés à ceux d'Atoum, le dieu démiurge. Seul le visage est rapproché d'Anubis, le dieu, à tête de chacal, de la préservation du corps :
Ah Néferkarê, 

tu ne peux donc partir mort 

puisque tu es parti vivant [...]

Ton bras est comme celui d'Atoum, 

tes deux épaules sont comme celles d'Atoum, 

ton ventre est comme celui d'Atoum, 

ton dos est comme celui d'Atoum, 

ta poitrine est comme celle d'Atoum, 

tes deux jambes sont comme celles d'Atoum, 

et ton visage est comme celui d'Anubis (...)
— Textes des pyramides —Pépi II—, Chap.213, § 134a, 135a-135b

### Traductions
- Traduction libre et illustrée du texte de la pyramide d'Ounas en français
- Claude Carrier, Textes des Pyramides de l'Égypte ancienne, Paris, Cybèle
  - t. I : Textes des Pyramides d'Ounas et de Téti, 2009, 417 p.
  - t. II : Textes de la Pyramide de Pépi Ier, 2009, 731 p.
  - t. III : Textes de la Pyramide de Pépi II, 2010, 674 p.
  - t. IV : Textes des pyramides de Mérenré, d'Aba, de Neit, d'Ipout et d'Oudjebten, 2010, 906 p.
  - t. V : Textes de tombes de particuliers antérieures à la XIXe et des XXVe-XVIIe dynasties, 2010, 976 p.
  - t. VI : Annexes, 2009, 686 p.
- Raphaël Bertrand, Les Textes de la pyramide d'Ounas. Traduit de l'égyptien hiéroglyphique, ANOUP éditions, 2004.

### Études
- Whitney M. Davis, « The Ascension-Myth in the Pyramid Texts », Journal of Near Eastern Studies, The University of Chicago Press, vol. 36, No. 3,‎ 1977, p. 161-179 (JSTOR 545152)

- Jan Assmann, Mort et au-delà dans l'Égypte ancienne (2001), trad., éditions du Rocher, 2003, 685 p.

- Bernard Mathieu, "Que sont les Textes des pyramides ?", dans la revue Égypte. Afrique et Orient, n° 12, Centre vauclusien d’égyptologie, Avignon (févr. 1999).

- Wolfgang Kosack, "Die altägyptischen Pyramidentexte." In neuer deutscher Uebersetzung; vollständig bearbeitet und herausgegeben von Wolfgang Kosack Christoph Brunner, Berlin 2012,  (ISBN 978-3-9524018-1-1).

- Collectif, Les Textes de la pyramide de Pépi Ier. Édition. Description et analyse, de Catherine Berger-El Naggar, Jean Leclant, Bernard Mathieu et Isabelle Pierre-Croisiau, Mémoires de l’Institut français d’archéologie orientale 118/1-2, Institut français d'archéologie orientale, Le Caire, 2001.

- (de) Kurt Heinrich Sethe, Die altägyptischen Pyramidentexte (1908-1922, 4 vol.). Cet égyptologue très connu en Allemagne est à l'origine de l'égyptologie en tant que science et analyse scientifique des textes sacrés de l'Égypte ancienne.

- Jean Leclant, « Les textes de la pyramide de Pépi Ier ; reconstitution de la paroi Est de l'antichambre. », Comptes rendus des séances de l'Académie des inscriptions et belles-lettres, 121e année, N. 2,‎ 1977, p. 269-288. (lire en ligne)